# Chung kết Giải vô địch bóng rổ thế giới 2023
Chung kết Giải vô địch bóng rổ thế giới 2023 là trận đấu nhằm xác định ra nhà vô địch của Giải vô địch bóng rổ thế giới 2023 giữa Đức và Serbia. Trận đấu được tổ chức vào ngày 10 tháng 9 năm 2023 tại Nhà thi đấu SM Mall of Asia Arena, Pasay, Vùng đô thị Manila, Philippines. Đây là lần đầu tiên hai đội tuyển châu Âu gặp nhau ở trận chung kết kể từ giải đấu năm 2006 tại Nhật Bản khi Tây Ban Nha đánh bại Hy Lạp và giành chức vô địch đầu tiên của giải đấu. Sau khi ½ thời gian thi đấu chính thức của trận đấu trôi qua, lễ bàn giao được diễn ra nhằm chuyển giao quyền đăng cai Giải vô địch bóng rổ thế giới từ ba nước chủ nhà Philippines, Nhật Bản và Indonesia sang Qatar, quốc gia đăng cai Giải vô địch bóng rổ thế giới 2027, đồng thời, đánh dấu lần thứ ba liên tiếp giải đấu được tổ chức tại châu Á, lần đầu tiên trong lịch sử, giải đấu được tổ chức tại một quốc gia Trung Đông và Bắc Phi.
Chiếc cúp Naismith đã được trao cho Đức kể từ khi chiếc cúp này ra mắt phiên bản mới vào năm 2017, ngay trong lần đầu tiên Đức vào chung kết của giải đấu, đồng thời cũng là danh hiệu đầu tiên trong lịch sử bóng rổ nước Đức.

## Tóm tắt giải đấu và thông tin trước trận chung kết
Giải vô địch bóng rổ thế giới 2023 là giải đấu thứ 19 của Giải vô địch bóng rổ thế giới dành cho các đội tuyển bóng rổ nam do Liên đoàn Bóng rổ Quốc tế tổ chức. Đây là giải đấu thứ hai có 32 đội tham dự và lần đầu tiên được đăng cai bởi 3 quốc gia – Philippines, Nhật Bản và Indonesia – bắt đầu từ ngày 25 tháng 8 và kết thúc vào ngày 10 tháng 9 năm 2023. Với tư cách là hai đội chủ nhà của giải đấu, Philippines và Nhật Bản được đặc cách tham dự giải đấu, nhưng suất đăng cai vòng chung kết của Indonesia phải có điều kiện vì FIBA muốn đội tuyển quốc gia Indonesia có năng lực thi đấu vào năm 2021 nên bắt buộc Indonesia phải vượt qua vòng loại hoặc tiến vào top 8 đội mạnh nhất (tức là phải vào đến tứ kết) tại Giải vô địch bóng rổ châu Á 2022 (bị hoãn từ năm 2021 do ảnh hưởng của đại dịch COVID-19). Indonesia tham dự Giải vô địch bóng rổ châu Á 2022 với tư cách là chủ nhà, và đã vượt qua giai đoạn vòng bảng với vị trí thứ ba (trong bảng đấu có Úc, Jordan và Ả Rập Xê Út), nhưng ở vòng play-off (tức vòng 12 đội), họ để thua Trung Quốc với tỷ số 58–108, do đó họ không vượt qua được vòng loại của giải đấu, tan giấc mộng lần đầu tiên ra mắt đấu trường thế giới của họ ngay trên sân nhà. Đây cũng là lần đầu tiên trong lịch sử các kỳ World Cup mà đội chủ nhà không vượt qua được vòng loại. Tại giai đoạn vòng loại, 80 đội tuyển đến từ 4 liên đoàn thành viên của FIBA (Châu Phi, Châu Mỹ, Châu Á/Châu Đại Dương và Châu Âu) sẽ thi đấu trong 6 giai đoạn của vòng loại từ tháng 11 năm 2021 và kết thúc vào tháng 2 năm 2023 để chọn ra 30 suất tham dự giải đấu. Tại giai đoạn vòng bảng, 32 đội sẽ chia thành 8 bảng, mỗi bảng 4 đội, thi đấu theo thể thức vòng tròn một lượt tính điểm. 2 đội đầu mỗi bảng sẽ giành vé vào vòng 2, đồng thời các đội ở bảng đấu này sẽ gặp các đội ở bảng còn lại. 2 đội đầu mỗi bảng sẽ giành vé vào vòng cuối cùng (tức là giai đoạn đấu loại trực tiếp) để tìm ra nhà vô địch của giải đấu.
Nhà đương kim vô địch của giải đấu là Tây Ban Nha sau khi họ đánh bại Argentina với tỷ số 95–75 tại trận chung kết của giải đấu năm 2019. Họ đứng đầu bảng G sau khi lần lượt đánh bại các đối thủ là Bờ Biển Ngà, Brasil và Iran, nhưng họ bị loại ở vòng 2 sau khi lần lượt nhận các trận thua trước Latvia và Canada, qua đó kết thúc giải đấu với vị trí thứ 9. Thành tích tệ nhất mà Tây Ban Nha nhận được là trận thua trước Argentina ở trận tranh hạng 9 vào năm 1994 sau trận thua Argentina.
Cả Đức và Serbia đều chưa từng giành chức vô địch của giải đấu, nhưng Serbia đã từng giành 2 chức vô địch liên tiếp vào các năm 1998 và 2002 dưới tên gọi Cộng hòa Liên bang Nam Tư. Đức từng gặp Serbia tại vòng bảng của giải đấu năm 2010 và họ giành chiến thắng sau 2 hiệp phụ với tỷ số 82–81.
Serbia từng lọt vào trận chung kết của giải đấu năm 2014 và trận tranh Huy chương Vàng tại Thế vận hội Mùa hè 2016, nhưng đều thua Hoa Kỳ. Tại giải đấu năm 2019, họ bị Argentina loại ở tứ kết và đứng hạng 5 chung cuộc. Dưới thời huấn luyện viên Svetislav Pešić, Serbia toàn thắng cả 5 trận trước các đối thủ lần lượt là Hà Lan, Cộng hòa Séc, Phần Lan, Israel và Ba Lan ở vòng bảng, nhưng dừng chân ở vòng 16 đội tại Giải vô địch bóng rổ châu Âu 2022 sau khi để thua Ý 94–86. Còn Đức, giải đấu năm 2023 chính là lần đầu tiên họ vào chung kết, sau lần thứ 7 tham dự giải đấu, và là lần thứ 7 dưới tên gọi Đức, sau lần đầu tiên tham dự giải đấu vào năm 1986 dưới tên gọi là Tây Đức (hay còn gọi là Cộng hòa Liên bang Đức). Thành tích tốt nhất của họ là hạng ba tại giải đấu năm 2002 sau khi họ đánh bại New Zealand với tỷ số 117–94. Dưới thời huấn luyện viên mang hai quốc tịch Canada và Phần Lan Gordon Herbert, Đức giành hạng ba tại Giải vô địch bóng rổ châu Âu 2022, thành tích tốt nhất của họ kể từ sau khi giành ngôi Á quân tại giải đấu năm 2005.

## Địa điểm

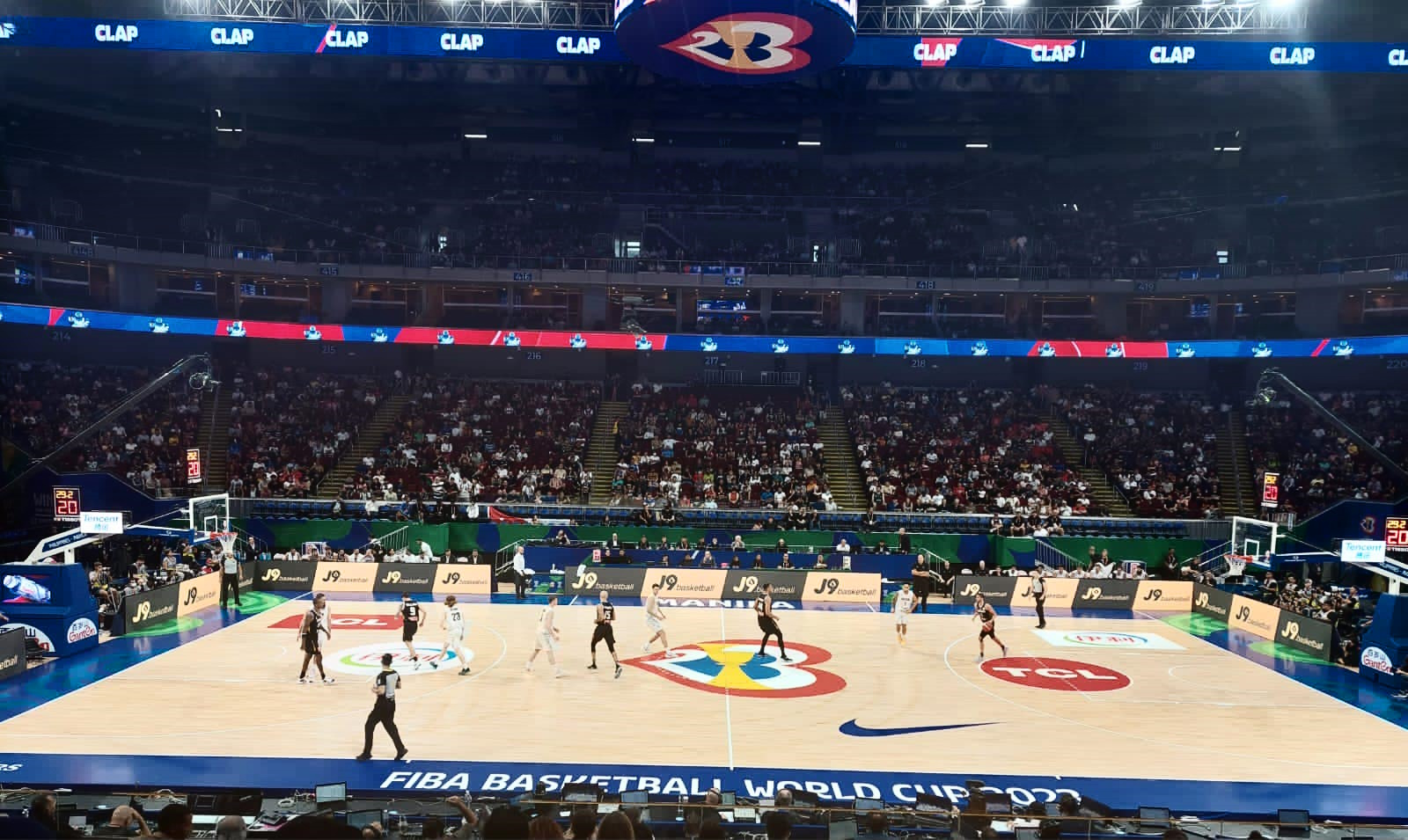
Nhà thi đấu SM Mall of Asia Arena, Pasay, Vùng đô thị Manila, Philippines, địa điểm diễn ra trận chung kết.

Trận chung kết sẽ diễn ra tại SM Mall of Asia Arena, Pasay, một thành phố trực thuộc Vùng đô thị Manila, Philippines. Nhà thi đấu này là 1 trong 5 địa điểm được đề xuất trong cuộc đấu thầu đăng cai giải đấu của 3 nước Philippines, Nhật Bản và Indonesia và đã được chọn là nơi đăng cai các trận đấu vòng cuối cùng của giải đấu. Địa điểm này tổ chức 12 trận đấu thuộc giai đoạn vòng bảng, 4 trận đấu vòng 2, 4 trận đấu phân hạng 17–32 và tất cả các trận đấu vòng cuối cùng.
SM Mall of Asia Arena, thuộc quyền sở hữu của SM Lifestyle Entertainment, trực thuộc SM Prime Holdings, được xây dựng như một quy hoạch tổng thể của khu phức hợp SM Mall of Asia. Nhà thi đấu được thiết kế bởi hãng Arquitectonica và có sức chứa lên tới 15,000 chỗ ngồi nhưng có thể chứa tới 20,000 người với sức chứa bên trong nhà thi đấu. Công trình được xây dựng vào năm 2010 và tổ chức lễ cất nóc vào tháng 9 năm 2011. Nơi đây đã tổ chức sự kiện bóng rổ đầu tiên vào ngày 7 tháng 7 năm 2012.
Nhà thi đấu này là một địa điểm thi đấu tại Giải bóng rổ nhà nghề Philippines (PBA) và các giải đấu lớn cho cấp độ đại học tại Philippines. Địa điểm này đã từng đăng cai Giải vô địch bóng rổ châu Á 2013, một bảng đấu tại vòng loại môn bóng rổ Nam tại Thế vận hội Mùa hè 2016, môn bóng rổ nam tại Đại hội Thể thao Đông Nam Á 2019 cũng như là các trận đấu trên sân nhà của Gilas Pilipinas tại vòng loại giải đấu năm 2019 và 2023.

### Thay đổi địa điểm

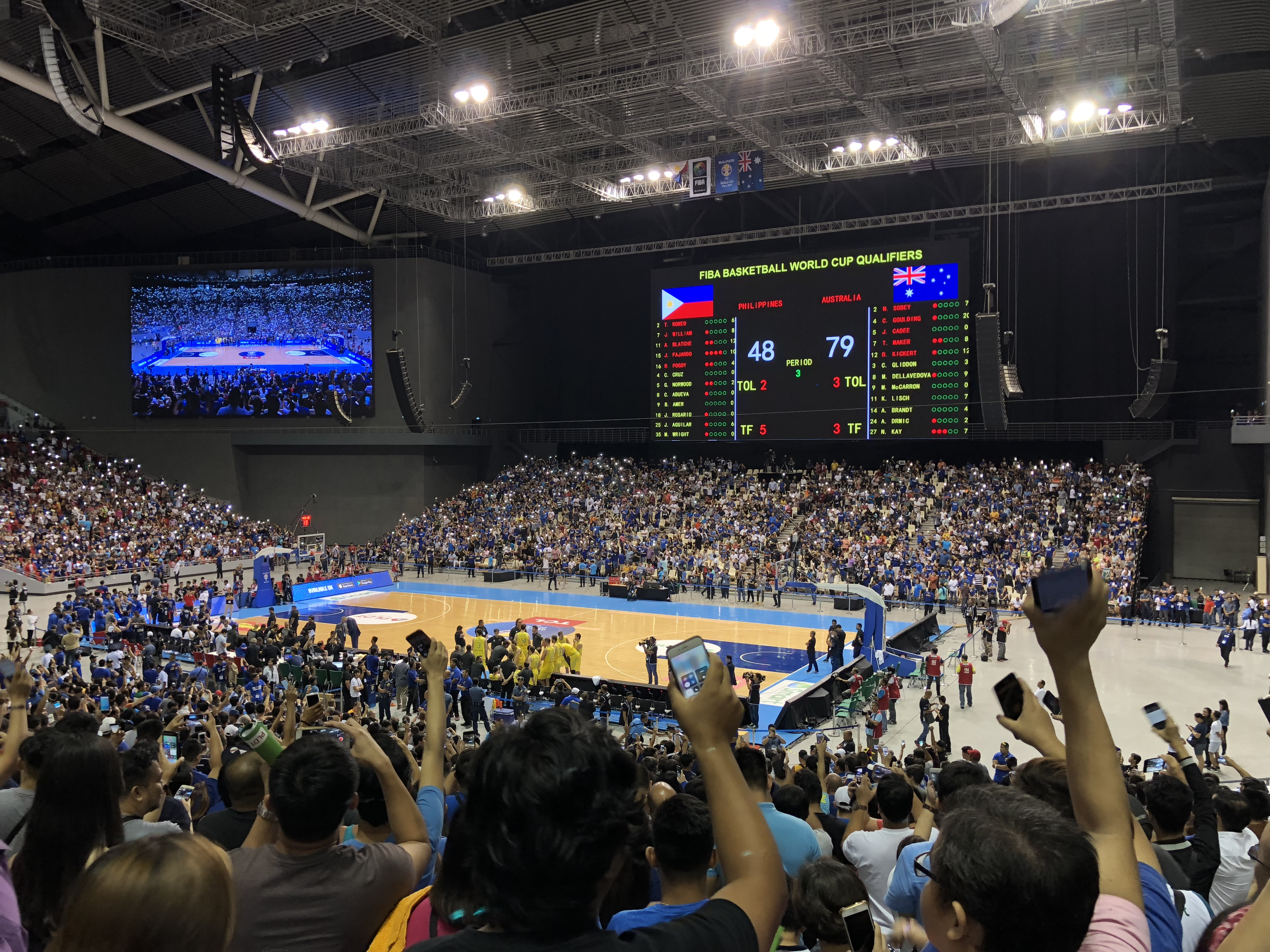
Nhà thi đấu Philippine Arena, nơi ban đầu sẽ đăng cai các trận đấu thuộc vòng đấu cuối cùng.

Địa điểm ban đầu đăng cai các trận đấu thuộc vòng đấu cuối cùng là Philippine Arena, ở Bocaue, tỉnh Bulacan, Philippines (có sức chứa lên dến 55,000 chỗ ngồi), từ trận tứ kết đến trận chung kết. Nhà thi đấu này đã từng đăng cai Giải vô địch bóng rổ 3x3 thế giới 2018, 3 trận đấu của Philippines tại vòng loại giải đấu năm 2019 và 2023 cũng như là lễ khai mạc của Đại hội Thể thao Đông Nam Á 2019.
Tuy nhiên, vào ngày 28 tháng 4 năm 2023, FIBA đã tổ chức cuộc họp mặt với Ban Chấp hành Trung ương và quyết định chuyển địa điểm từ Philippine Arena sang SM Mall of Asia Arena, do các vấn đề về hậu cần và vận chuyển đã xảy ra trong các sự kiện khác nhau tại Philippine Arena, bao gồm nhiều buổi hòa nhạc khác nhau và giai đoạn thứ sáu của Vòng loại Giải vô địch bóng rổ thế giới 2023 khu vực châu Á. Thay vào đó, địa điểm này sẽ đăng cai 2 trận đấu đầu tiên của bảng A: Angola gặp Ý và Cộng hòa Dominica gặp Philippines.

## Đường đến trận chung kết
Ghi chú: Dưới đây là các kết quả mà cả hai đội vào chung kết đạt được kể từ đầu giải.
| VT | Đội          | ST | T | B | ĐT  | ĐB  | HS  | Đ | Giành quyền tham dự |
| -- | ------------ | -- | - | - | --- | --- | --- | - | ------------------- |
| 1  | Đức          | 3  | 3 | 0 | 267 | 220 | +47 | 6 | Vòng 2              |
| 2  | Úc           | 3  | 2 | 1 | 289 | 246 | +43 | 5 | Vòng 2              |
| 3  | Nhật Bản (H) | 3  | 1 | 2 | 250 | 278 | −28 | 4 | Phân hạng 17–32     |
| 4  | Phần Lan     | 3  | 0 | 3 | 235 | 297 | −62 | 3 | Phân hạng 17–32     |

| VT | Đội         | ST | T | B | ĐT  | ĐB  | HS  | Đ | Giành quyền tham dự |
| -- | ----------- | -- | - | - | --- | --- | --- | - | ------------------- |
| 1  | Serbia      | 3  | 3 | 0 | 314 | 223 | +91 | 6 | Vòng 2              |
| 2  | Puerto Rico | 3  | 2 | 1 | 285 | 279 | +6  | 5 | Vòng 2              |
| 3  | Nam Sudan   | 3  | 1 | 2 | 268 | 285 | −17 | 4 | Phân hạng 17–32     |
| 4  | Trung Quốc  | 3  | 0 | 3 | 221 | 301 | −80 | 3 | Phân hạng 17–32     |

| VT | Đội      | ST | T | B | ĐT  | ĐB  | HS   | Đ  | Giành quyền tham dự |
| -- | -------- | -- | - | - | --- | --- | ---- | -- | ------------------- |
| 1  | Đức      | 5  | 5 | 0 | 467 | 364 | +103 | 10 | Tứ kết              |
| 2  | Slovenia | 5  | 4 | 1 | 442 | 409 | +33  | 9  | Tứ kết              |
| 3  | Úc       | 5  | 3 | 2 | 469 | 421 | +48  | 8  |                     |
| 4  | Gruzia   | 5  | 2 | 3 | 379 | 407 | −28  | 7  |                     |

| VT | Đội               | ST | T | B | ĐT  | ĐB  | HS   | Đ | Giành quyền tham dự |
| -- | ----------------- | -- | - | - | --- | --- | ---- | - | ------------------- |
| 1  | Ý                 | 5  | 4 | 1 | 331 | 313 | +18  | 9 | Tứ kết              |
| 2  | Serbia            | 5  | 4 | 1 | 502 | 380 | +122 | 9 | Tứ kết              |
| 3  | Puerto Rico       | 5  | 3 | 2 | 444 | 449 | −5   | 8 |                     |
| 4  | Cộng hòa Dominica | 5  | 3 | 2 | 425 | 444 | −19  | 8 |                     |

## Trận đấu
Trận đấu giữa Đức và Serbia được nhiều người đánh giá là một trận chung kết đáng kinh ngạc vì cả hai đội đều không được đánh giá là một trong số những ứng cử viên vô địch. Trong một cuộc khảo sát trên các phương tiện truyền thông của FIBA, không một ai trong số những người tham gia cho rằng Đức hoặc Serbia giành chức vô địch, thay vào đó lại nghiêng về đội tuyển giàu thành tích nhất giải đấu là Hoa Kỳ. Trận đấu diễn ra gay cấn và hấp dẫn trong hiệp đầu tiên, kết thúc với tỷ số 26–23 nghiêng về Serbia. Trong hiệp hai, và theo sau pha ném ba điểm của Bogdan Bogdanović, các cầu thủ Serbia đã dẫn trước với cách biệt bốn điểm, tỷ số lúc đó là 38–42. Tuy nhiên, Đức đã lội ngược dòng và hai đội kết thúc ½ quãng thời gian thi đấu chính thức với tỷ số hòa 47–47. Đây mới chỉ là lần thứ hai có một trận chung kết của Giải vô địch bóng rổ thế giới kết thúc nửa thời gian thi đấu chính thức với tỷ số hòa. Trong hiệp ba, Đức vươn lên dẫn trước với cách biệt 12 điểm. Trong hiệp 4, Serbia kiên cường chống trả, khi Aleksa Avramović đã ghi đến 13 điểm trong hiệp đấu. Khi trận đấu chỉ còn 1 phút 21 giây và cách điểm chỉ là 3 điểm, Isaac Bonga của Đức đã cướp được bóng, tuy nhiên, Marko Gudurić không thực hiện được pha cướp bóng do anh đã phạm lỗi trong tình huống này. Sau nhiều quả ném phạt của cả 2 bên, tỷ số trận đấu khi đó là 77–79 ở những giây cuối cùng. Chỉ còn 21 giây trên đồng hồ, chính pha ném 2 điểm của Dennis Schröder đã đưa Đức một lần nữa vượt lên dẫn trước. Trong lần cầm bóng sau đó, Gudurić đã phạm lỗi và Schröder thực hiện hai quả ném phạt, chính thức đặt dấu chấm hết cho Serbia, ấn định chức vô địch đầu tiên trong lịch sử bóng rổ nước Đức. Schröder đóng góp nhiều nhất với 28 điểm trong trận đấu. Franz Wagner đóng góp 19 điểm và 7 pha chụp bóng bật bảng, trong khi Avramović đóng góp nhiều nhất cho Serbia với 21 điểm. Bogdanović đã ghi được 17 điểm và 5 pha hỗ trợ. Schröder trở thành cầu thủ xuất sắc nhất giải đấu, và cùng với Bogdanović lọp top đội hình tiêu biểu nhất giải đấu.
Trận đấu này là một trong những trận chung kết có tỷ số sát sao nhất trong lịch sử các trận chung kết của Giải vô địch bóng rổ thế giới kể từ trận chung kết của giải đấu năm 1978, khi Nam Tư giành thắng lợi trước Liên Xô với cách biệt một điểm.
| 10 tháng 9 năm 2023 20:30 | Chi tiết | Đức                                                                   | 83–77 | Serbia                                            |  | SM Mall of Asia Arena, Pasay Số khán giả: 12,022 Trọng tài: Roberto Vázquez (Puerto Rico), Omar Bermúdez (México), Gatis Saliņš (Latvia) |
| 10 tháng 9 năm 2023 20:30 | Chi tiết | Điểm mỗi set: 23–26, 24–21, 22–10, 14–20                              |       |                                                   |  | SM Mall of Asia Arena, Pasay Số khán giả: 12,022 Trọng tài: Roberto Vázquez (Puerto Rico), Omar Bermúdez (México), Gatis Saliņš (Latvia) |
| 10 tháng 9 năm 2023 20:30 | Chi tiết | Điểm: Schröder 28 Chụp bóng bật bảng: Voigtmann 8 Hỗ trợ: Voigtmann 3 |       | Điểm: Avramović 21 Chụp bóng bật bảng: N. Jović 8 |  | SM Mall of Asia Arena, Pasay Số khán giả: 12,022 Trọng tài: Roberto Vázquez (Puerto Rico), Omar Bermúdez (México), Gatis Saliņš (Latvia) |

Nguồn:
| Đội hình xuất phát:     | Đội hình xuất phát: | Đội hình xuất phát: | Pts | Reb | Ast |
| ----------------------- | ------------------- | ------------------- | --- | --- | --- |
| PG                      | 9                   | Franz Wagner        | 19  | 7   | 2   |
| PG                      | 17                  | Dennis Schröder     | 28  | 2   | 2   |
| SG                      | 42                  | Andreas Obst        | 7   | 0   | 1   |
| SF                      | 10                  | Daniel Theis        | 2   | 4   | 2   |
| C                       | 7                   | Johannes Voigtmann  | 12  | 8   | 3   |
| Đội hình dự bị:         |                     |                     |     |     |     |
| PG                      | 0                   | Isaac Bonga         | 7   | 2   | 0   |
| PG                      | 4                   | Maodo Lô            | 0   | 1   | 1   |
| SF                      | 5                   | Niels Giffey        | 0   | 0   | 0   |
| PF                      | 13                  | Moritz Wagner       | 8   | 4   | 0   |
| PG                      | 21                  | Justus Hollatz      | DNP | DNP | DNP |
| PF                      | 32                  | Johannes Thiemann   | 0   | 2   | 2   |
| PG                      | 44                  | David Krämer        | DNP | DNP | DNP |
| Huấn luyện viên trưởng: |                     |                     |     |     |     |
| Gordon Herbert          |                     |                     |     |     |     |

| Đức |  | Serbia |

| Đức         | Thống kê                       | Serbia           |             |
| ----------- | ------------------------------ | ---------------- | ----------- |
| 20/33 (61%) | Thống kê                       | Tỷ lệ ném 2 điểm | 17/33 (52%) |
| 7/22 (32%)  | Tỷ lệ ném 3 điểm               | 9/29 (31%)       |             |
| 22/25 (88%) | Ném phạt                       | 16/19 (84%)      |             |
| 11          | Chụp bóng bật bảng tấn công    | 12               |             |
| 24          | Chụp bóng bật bảng phòng thủ   | 17               |             |
| 35          | Tổng số pha chụp bóng bật bảng | 29               |             |
| 13          | Hỗ trợ                         | 14               |             |
| 14          | Mất bóng                       | 12               |             |
| 5           | Cướp bóng                      | 9                |             |
| 1           | Chắn bóng                      | 2                |             |
| 28          | Số pha phạm lỗi                | 25               |             |

| Đội hình xuất phát:     | Đội hình xuất phát: | Đội hình xuất phát: | Pts | Reb | Ast |
| ----------------------- | ------------------- | ------------------- | --- | --- | --- |
| SG                      | 13                  | Ognjen Dobrić       | 0   | 0   | 0   |
| SG                      | 7                   | Bogdan Bogdanović   | 17  | 3   | 5   |
| PG                      | 24                  | Stefan Jović        | 3   | 0   | 0   |
| PF                      | 5                   | Nikola Jović        | 9   | 8   | 1   |
| C                       | 33                  | Nikola Milutinov    | 2   | 4   | 4   |
| Đội hình dự bị:         |                     |                     |     |     |     |
| C                       | 3                   | Filip Petrušev      | 10  | 4   | 0   |
| SG                      | 9                   | Vanja Marinković    | 9   | 1   | 0   |
| C                       | 14                  | Dušan Ristić        | DNP | DNP | DNP |
| SG                      | 23                  | Marko Gudurić       | 4   | 3   | 2   |
| SF                      | 27                  | Dejan Davidovac     | 2   | 2   | 0   |
| PF                      | 28                  | Boriša Simanić      | DNP | DNP | DNP |
| PG                      | 30                  | Aleksa Avramović    | 21  | 4   | 4   |
| Huấn luyện viên trưởng: |                     |                     |     |     |     |
| Svetislav Pešić         |                     |                     |     |     |     |

## Đội hình
| \| VT \| Số \| Tên \| Tuổi – Ngày sinh \| Chiều cao \| Câu lạc bộ \| QT \| \| --- \| -- \| ------------------ \| ------------------------- \| ------------------- \| ----------------------------- \| -- \| \| PG \| 0 \| Isaac Bonga \| 23 – 8 tháng 11 năm 1999 \| 2,03 m (6 ft 8 in) \| Bayern Munich \| \| \| G \| 4 \| Maodo Lô \| 30 – 31 tháng 12 năm 1992 \| 1,91 m (6 ft 3 in) \| Olimpia Milano \| \| \| G/F \| 5 \| Niels Giffey \| 32 – 8 tháng 6 năm 1991 \| 2,01 m (6 ft 7 in) \| Bayern Munich \| \| \| F/C \| 7 \| Johannes Voigtmann \| 30 – 30 tháng 9 năm 1992 \| 2,11 m (6 ft 11 in) \| Olimpia Milano \| \| \| SF \| 9 \| Franz Wagner \| 21 – 27 tháng 8 năm 2001 \| 2,08 m (6 ft 10 in) \| Orlando Magic \| \| \| F/C \| 10 \| Daniel Theis \| 31 – 4 tháng 4 năm 1992 \| 2,03 m (6 ft 8 in) \| Indiana Pacers \| \| \| F/C \| 13 \| Moritz Wagner \| 26 – 26 tháng 4 năm 1997 \| 2,11 m (6 ft 11 in) \| Orlando Magic \| \| \| SG \| 17 \| Dennis Schröder \| 29 – 15 tháng 9 năm 1993 \| 1,85 m (6 ft 1 in) \| Toronto Raptors \| \| \| PG \| 21 \| Justus Hollatz \| 22 – 21 tháng 4 năm 2001 \| 1,91 m (6 ft 3 in) \| Anadolu Efes \| \| \| F/C \| 32 \| Johannes Thiemann \| 29 – 9 tháng 2 năm 1994 \| 2,05 m (6 ft 9 in) \| Alba Berlin \| \| \| SG \| 42 \| Andreas Obst \| 27 – 13 tháng 7 năm 1996 \| 1,91 m (6 ft 3 in) \| Bayern Munich \| \| \| SG \| 44 \| David Krämer \| 26 – 14 tháng 1 năm 1997 \| 1,96 m (6 ft 5 in) \| Basketball Löwen Braunschweig \| \| | HLV - / Gordon Herbert Trợ lý HLV - Klaus Perwas - Bret Brielmaier Chú giải - Club – describes last club before the tournament - Age – describes age on 25 August 2023 |                    |                           |                     |                               |            |
| VT | Số | Tên                | Tuổi – Ngày sinh          | Chiều cao           | Câu lạc bộ                    | QT         |
| PG | 0 | Isaac Bonga        | 23 – 8 tháng 11 năm 1999  | 2,03 m (6 ft 8 in)  | Bayern Munich                 | Đức        |
| G | 4 | Maodo Lô           | 30 – 31 tháng 12 năm 1992 | 1,91 m (6 ft 3 in)  | Olimpia Milano                | Ý          |
| G/F | 5 | Niels Giffey       | 32 – 8 tháng 6 năm 1991   | 2,01 m (6 ft 7 in)  | Bayern Munich                 | Đức        |
| F/C | 7 | Johannes Voigtmann | 30 – 30 tháng 9 năm 1992  | 2,11 m (6 ft 11 in) | Olimpia Milano                | Ý          |
| SF | 9 | Franz Wagner       | 21 – 27 tháng 8 năm 2001  | 2,08 m (6 ft 10 in) | Orlando Magic                 | Hoa Kỳ     |
| F/C | 10 | Daniel Theis       | 31 – 4 tháng 4 năm 1992   | 2,03 m (6 ft 8 in)  | Indiana Pacers                | Hoa Kỳ     |
| F/C | 13 | Moritz Wagner      | 26 – 26 tháng 4 năm 1997  | 2,11 m (6 ft 11 in) | Orlando Magic                 | Hoa Kỳ     |
| SG | 17 | Dennis Schröder    | 29 – 15 tháng 9 năm 1993  | 1,85 m (6 ft 1 in)  | Toronto Raptors               | Canada     |
| PG | 21 | Justus Hollatz     | 22 – 21 tháng 4 năm 2001  | 1,91 m (6 ft 3 in)  | Anadolu Efes                  | Thổ Nhĩ Kỳ |
| F/C | 32 | Johannes Thiemann  | 29 – 9 tháng 2 năm 1994   | 2,05 m (6 ft 9 in)  | Alba Berlin                   | Đức        |
| SG | 42 | Andreas Obst       | 27 – 13 tháng 7 năm 1996  | 1,91 m (6 ft 3 in)  | Bayern Munich                 | Đức        |
| SG | 44 | David Krämer       | 26 – 14 tháng 1 năm 1997  | 1,96 m (6 ft 5 in)  | Basketball Löwen Braunschweig | Đức        |

| VT  | Số | Tên                | Tuổi – Ngày sinh          | Chiều cao           | Câu lạc bộ                    | QT         |
| --- | -- | ------------------ | ------------------------- | ------------------- | ----------------------------- | ---------- |
| PG  | 0  | Isaac Bonga        | 23 – 8 tháng 11 năm 1999  | 2,03 m (6 ft 8 in)  | Bayern Munich                 | Đức        |
| G   | 4  | Maodo Lô           | 30 – 31 tháng 12 năm 1992 | 1,91 m (6 ft 3 in)  | Olimpia Milano                | Ý          |
| G/F | 5  | Niels Giffey       | 32 – 8 tháng 6 năm 1991   | 2,01 m (6 ft 7 in)  | Bayern Munich                 | Đức        |
| F/C | 7  | Johannes Voigtmann | 30 – 30 tháng 9 năm 1992  | 2,11 m (6 ft 11 in) | Olimpia Milano                | Ý          |
| SF  | 9  | Franz Wagner       | 21 – 27 tháng 8 năm 2001  | 2,08 m (6 ft 10 in) | Orlando Magic                 | Hoa Kỳ     |
| F/C | 10 | Daniel Theis       | 31 – 4 tháng 4 năm 1992   | 2,03 m (6 ft 8 in)  | Indiana Pacers                | Hoa Kỳ     |
| F/C | 13 | Moritz Wagner      | 26 – 26 tháng 4 năm 1997  | 2,11 m (6 ft 11 in) | Orlando Magic                 | Hoa Kỳ     |
| SG  | 17 | Dennis Schröder    | 29 – 15 tháng 9 năm 1993  | 1,85 m (6 ft 1 in)  | Toronto Raptors               | Canada     |
| PG  | 21 | Justus Hollatz     | 22 – 21 tháng 4 năm 2001  | 1,91 m (6 ft 3 in)  | Anadolu Efes                  | Thổ Nhĩ Kỳ |
| F/C | 32 | Johannes Thiemann  | 29 – 9 tháng 2 năm 1994   | 2,05 m (6 ft 9 in)  | Alba Berlin                   | Đức        |
| SG  | 42 | Andreas Obst       | 27 – 13 tháng 7 năm 1996  | 1,91 m (6 ft 3 in)  | Bayern Munich                 | Đức        |
| SG  | 44 | David Krämer       | 26 – 14 tháng 1 năm 1997  | 1,96 m (6 ft 5 in)  | Basketball Löwen Braunschweig | Đức        |

| \| VT \| Số \| Tên \| Tuổi – Ngày sinh \| Chiều cao \| Câu lạc bộ \| QT \| \| --- \| -- \| ----------------- \| ------------------------- \| ------------------- \| -------------------- \| -- \| \| F/C \| 3 \| Filip Petrušev \| 23 – 15 tháng 4 năm 2000 \| 2,11 m (6 ft 11 in) \| Philadelphia 76ers \| \| \| PF \| 5 \| Nikola Jović \| 20 – 9 tháng 6 năm 2003 \| 2,08 m (6 ft 10 in) \| Miami Heat \| \| \| SG \| 7 \| Bogdan Bogdanović \| 31 – 18 tháng 8 năm 1992 \| 1,96 m (6 ft 5 in) \| Atlanta Hawks \| \| \| SG \| 9 \| Vanja Marinković \| 26 – 9 tháng 1 năm 1997 \| 1,98 m (6 ft 6 in) \| Saski Baskonia \| \| \| G/F \| 13 \| Ognjen Dobrić \| 28 – 27 tháng 10 năm 1994 \| 2,00 m (6 ft 7 in) \| Virtus Bologna \| \| \| C \| 14 \| Dušan Ristić \| 27 – 25 tháng 11 năm 1995 \| 2,13 m (7 ft 0 in) \| Lenovo Tenerife \| \| \| G/F \| 23 \| Marko Gudurić \| 28 – 8 tháng 3 năm 1995 \| 1,98 m (6 ft 6 in) \| Fenerbahçe Beko \| \| \| PG \| 24 \| Stefan Jović \| 32 – 3 tháng 11 năm 1990 \| 1,98 m (6 ft 6 in) \| Basket Zaragoza \| \| \| F \| 27 \| Dejan Davidovac \| 28 – 17 tháng 1 năm 1995 \| 2,03 m (6 ft 8 in) \| Crvena zvezda \| \| \| PF \| 28 \| Boriša Simanić \| 25 – 20 tháng 3 năm 1998 \| 2,11 m (6 ft 11 in) \| Basket Zaragoza \| \| \| G \| 30 \| Aleksa Avramović \| 28 – 25 tháng 10 năm 1994 \| 1,92 m (6 ft 4 in) \| Partizan Mozzart Bet \| \| \| C \| 33 \| Nikola Milutinov \| 28 – 30 tháng 12 năm 1994 \| 2,13 m (7 ft 0 in) \| Olympiacos \| \| | HLV - Svetislav Pešić Trợ lý HLV - Oliver Kostić - Saša Kosović - Marko Marinović - Ognjen Stojaković - Nenad Jakovljević Chú giải - Club – describes last club before the tournament - Age – describes age on 25 August 2023 |                   |                           |                     |                      |             |
| VT | Số | Tên               | Tuổi – Ngày sinh          | Chiều cao           | Câu lạc bộ           | QT          |
| F/C | 3 | Filip Petrušev    | 23 – 15 tháng 4 năm 2000  | 2,11 m (6 ft 11 in) | Philadelphia 76ers   | Hoa Kỳ      |
| PF | 5 | Nikola Jović      | 20 – 9 tháng 6 năm 2003   | 2,08 m (6 ft 10 in) | Miami Heat           | Hoa Kỳ      |
| SG | 7 | Bogdan Bogdanović | 31 – 18 tháng 8 năm 1992  | 1,96 m (6 ft 5 in)  | Atlanta Hawks        | Hoa Kỳ      |
| SG | 9 | Vanja Marinković  | 26 – 9 tháng 1 năm 1997   | 1,98 m (6 ft 6 in)  | Saski Baskonia       | Tây Ban Nha |
| G/F | 13 | Ognjen Dobrić     | 28 – 27 tháng 10 năm 1994 | 2,00 m (6 ft 7 in)  | Virtus Bologna       | Ý           |
| C | 14 | Dušan Ristić      | 27 – 25 tháng 11 năm 1995 | 2,13 m (7 ft 0 in)  | Lenovo Tenerife      | Tây Ban Nha |
| G/F | 23 | Marko Gudurić     | 28 – 8 tháng 3 năm 1995   | 1,98 m (6 ft 6 in)  | Fenerbahçe Beko      | Thổ Nhĩ Kỳ  |
| PG | 24 | Stefan Jović      | 32 – 3 tháng 11 năm 1990  | 1,98 m (6 ft 6 in)  | Basket Zaragoza      | Tây Ban Nha |
| F | 27 | Dejan Davidovac   | 28 – 17 tháng 1 năm 1995  | 2,03 m (6 ft 8 in)  | Crvena zvezda        | Serbia      |
| PF | 28 | Boriša Simanić    | 25 – 20 tháng 3 năm 1998  | 2,11 m (6 ft 11 in) | Basket Zaragoza      | Tây Ban Nha |
| G | 30 | Aleksa Avramović  | 28 – 25 tháng 10 năm 1994 | 1,92 m (6 ft 4 in)  | Partizan Mozzart Bet | Serbia      |
| C | 33 | Nikola Milutinov  | 28 – 30 tháng 12 năm 1994 | 2,13 m (7 ft 0 in)  | Olympiacos           | Hy Lạp      |

| VT  | Số | Tên               | Tuổi – Ngày sinh          | Chiều cao           | Câu lạc bộ           | QT          |
| --- | -- | ----------------- | ------------------------- | ------------------- | -------------------- | ----------- |
| F/C | 3  | Filip Petrušev    | 23 – 15 tháng 4 năm 2000  | 2,11 m (6 ft 11 in) | Philadelphia 76ers   | Hoa Kỳ      |
| PF  | 5  | Nikola Jović      | 20 – 9 tháng 6 năm 2003   | 2,08 m (6 ft 10 in) | Miami Heat           | Hoa Kỳ      |
| SG  | 7  | Bogdan Bogdanović | 31 – 18 tháng 8 năm 1992  | 1,96 m (6 ft 5 in)  | Atlanta Hawks        | Hoa Kỳ      |
| SG  | 9  | Vanja Marinković  | 26 – 9 tháng 1 năm 1997   | 1,98 m (6 ft 6 in)  | Saski Baskonia       | Tây Ban Nha |
| G/F | 13 | Ognjen Dobrić     | 28 – 27 tháng 10 năm 1994 | 2,00 m (6 ft 7 in)  | Virtus Bologna       | Ý           |
| C   | 14 | Dušan Ristić      | 27 – 25 tháng 11 năm 1995 | 2,13 m (7 ft 0 in)  | Lenovo Tenerife      | Tây Ban Nha |
| G/F | 23 | Marko Gudurić     | 28 – 8 tháng 3 năm 1995   | 1,98 m (6 ft 6 in)  | Fenerbahçe Beko      | Thổ Nhĩ Kỳ  |
| PG  | 24 | Stefan Jović      | 32 – 3 tháng 11 năm 1990  | 1,98 m (6 ft 6 in)  | Basket Zaragoza      | Tây Ban Nha |
| F   | 27 | Dejan Davidovac   | 28 – 17 tháng 1 năm 1995  | 2,03 m (6 ft 8 in)  | Crvena zvezda        | Serbia      |
| PF  | 28 | Boriša Simanić    | 25 – 20 tháng 3 năm 1998  | 2,11 m (6 ft 11 in) | Basket Zaragoza      | Tây Ban Nha |
| G   | 30 | Aleksa Avramović  | 28 – 25 tháng 10 năm 1994 | 1,92 m (6 ft 4 in)  | Partizan Mozzart Bet | Serbia      |
| C   | 33 | Nikola Milutinov  | 28 – 30 tháng 12 năm 1994 | 2,13 m (7 ft 0 in)  | Olympiacos           | Hy Lạp      |